# Aleutians East Borough
Aleutians East Borough er et "borough" (svarende til et county) i den amerikanske delstat Alaska. Aleutians East Borough ligger sydvestligt i delstaten og grænser op til Lake and Peninsula Borough i øst og mod Aleutians West i vest.
Aleutians East Boroughs totale areal er 38.880 km² hvoraf 18.099 km² er vand.
Aleutians East Borough blev grundlagt i 1986 og havde i 2000 2.697 indbyggere. Det administrative centrum er byen Sand Point.
55°14′N 161°55′V / 55.23°N 161.92°V